# Rebecca St. James

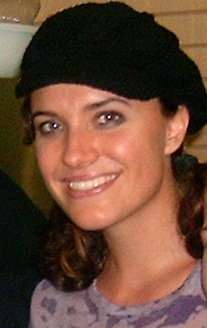
Rebecca St. James

Rebecca St. James (* 26. Juli 1977 in Sydney, Australien; als Rebecca Jean Smallbone) ist eine in der christlichen Musikszene populäre Sängerin.

## Leben

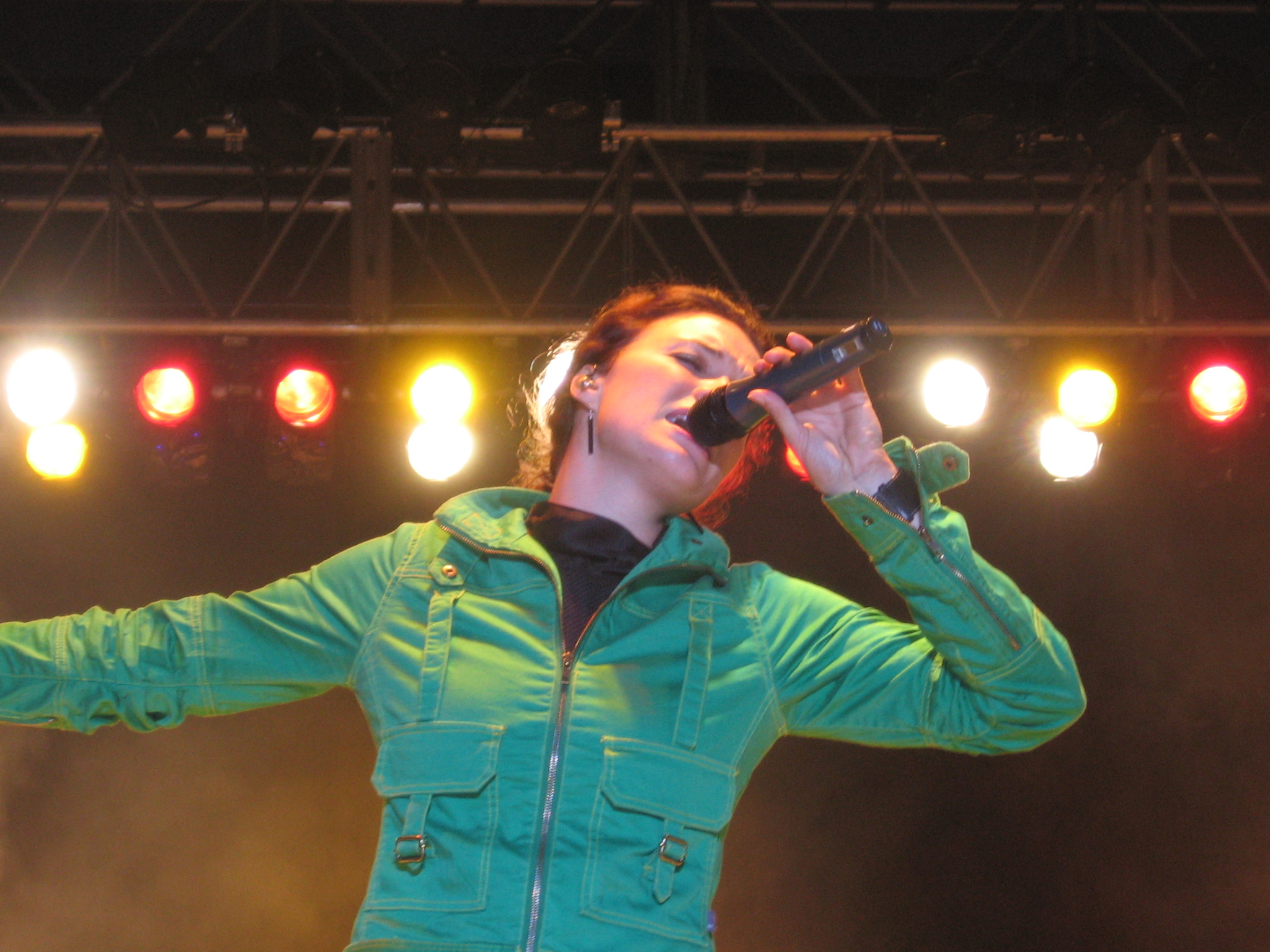
Rebecca St. James (2005)

Als St. James 13 Jahre alt war, wanderte ihre Familie wegen der Tätigkeit ihres Vaters als Konzertmanager in die Vereinigten Staaten aus. Die Anstellung des Vaters kam jedoch nicht zustande, und so startete er eine Musikkarriere für seine älteste Tochter, um die Familie vor der Armut zu bewahren.
1991 erschien St. James’ Debütalbum „Refresh My Heart“. Von 1991 bis 2004 brachte sie insgesamt neun Alben heraus. Mit „God“ erreichte sie 1996 den Durchbruch. Ihre bislang erfolgreichsten Alben sind „Pray“ (1998) – für dieses Album wurde ihr 2000 ein Grammy Award für das „Best Rock Gospel Album“ überreicht – sowie „Transform“ (2000). Tourneen führten sie bereits durch Nordamerika, West- und Südosteuropa sowie ihre Heimat Australien.
Neben Konzertauftritten wird St. James auch zu Ansprachen auf Frauen- und Jugendkonferenzen eingeladen, um ihre wertkonservativen Überzeugungen darzulegen. In ihrem Song „Wait For Me“ (2000) singt sie davon, dass sie Sex vor der Ehe ablehnt. Auf ihrer „Wait-For-Me“-Tour thematisierte sie ebenfalls, dass es nicht Gottes Wille sei, Sex vor der Ehe zu haben. Zu ihrem im Oktober 2005 erschienenen Studioalbum sagte St. James, dass sie weiter auf die „biblische Wahrheit“ bauen wolle und keine Abstriche bei der inhaltlichen Botschaft zu erwarten seien.
Seit April 2011 ist St. James mit Jacob „Cubbie“ Fink, dem Bassisten der Band Foster the People, verheiratet. Das Paar heiratete im Junípero Serra Museum in San Diego.

## Diskografie

### Studioalben
| Jahr | Titel                                     | Höchstplatzierung, Gesamtwochen, AuszeichnungChartplatzierungen (Jahr, Titel, Platzierungen, Wochen, Auszeichnungen, Anmerkungen) | Höchstplatzierung, Gesamtwochen, AuszeichnungChartplatzierungen (Jahr, Titel, Platzierungen, Wochen, Auszeichnungen, Anmerkungen) | Anmerkungen                                                |
| Jahr | Titel                                     | US | Christ | Anmerkungen                                                |
| ---- | ----------------------------------------- | --- | --- | ---------------------------------------------------------- |
| 1991 | Refresh My Heart                          | — | — | Erstveröffentlichung: 1991                                 |
| 1994 | Rebecca St. James                         | — | Christ33 (7 Wo.)Christ | Erstveröffentlichung: 24. Januar 1994                      |
| 1996 | God                                       | US200 Gold · (1 Wo.)US | Christ6 (86 Wo.)Christ | Erstveröffentlichung: 25. Juni 1996 Verkäufe: + 500.000    |
| 1997 | Christmas                                 | — | Christ14 (8 Wo.)Christ | Erstveröffentlichung: 7. Oktober 1997                      |
| 1998 | Pray                                      | US168 Gold · (1 Wo.)US | Christ5 (33 Wo.)Christ | Erstveröffentlichung: 20. Oktober 1998 Verkäufe: + 500.000 |
| 2000 | Transform                                 | US166 (1 Wo.)US | Christ14 (26 Wo.)Christ | Erstveröffentlichung: 24. Oktober 2000                     |
| 2002 | Worship God                               | US94 (11 Wo.)US | Christ5 (48 Wo.)Christ | Erstveröffentlichung: 26. Februar 2002                     |
| 2005 | If I Had One Chance to Tell You Something | — | Christ14 (19 Wo.)Christ | Erstveröffentlichung: 22. November 2005                    |
| 2011 | I Will Praise You                         | US153 (1 Wo.)US | Christ9 (13 Wo.)Christ | Erstveröffentlichung: 5. April 2011                        |

### Livealben
| Jahr | Titel                              | Höchstplatzierung, Gesamtwochen, AuszeichnungChartplatzierungen (Jahr, Titel, Platzierungen, Wochen, Auszeichnungen, Anmerkungen) | Höchstplatzierung, Gesamtwochen, AuszeichnungChartplatzierungen (Jahr, Titel, Platzierungen, Wochen, Auszeichnungen, Anmerkungen) | Anmerkungen                            |
| Jahr | Titel                              | US | Christ | Anmerkungen                            |
| ---- | ---------------------------------- | --- | --- | -------------------------------------- |
| 2004 | Live Worship: Blessed Be Your Name | US187 (1 Wo.)US | Christ12 (7 Wo.)Christ | Erstveröffentlichung: 24. Februar 2004 |
| 2007 | aLIVE in Florida                   | — | Christ43 (1 Wo.)Christ | Erstveröffentlichung: 20. März 2007    |

### Kompilationen
| Jahr | Titel                                        | Höchstplatzierung, Gesamtwochen, AuszeichnungChartsChartplatzierungen (Jahr, Titel, Platzierungen, Wochen, Auszeichnungen, Anmerkungen) | Anmerkungen                         |
| Jahr | Titel                                        | Christ | Anmerkungen                         |
| ---- | -------------------------------------------- | --- | ----------------------------------- |
| 2003 | Wait for Me: The Best from Rebecca St. James | Christ16 (20 Wo.)Christ | Erstveröffentlichung: 25. März 2003 |

Weitere Kompilationen
- 2004: The Best of Rebecca St. James
- 2004: 8 Great Hits
- 2006: The Early Years
- 2008: The Ultimate Collection
- 2011: Back 2 Back Hits: Worship God/If I Had One Chance to Tell You Something
- 2014: Icon

### EPs
- 1995: Extended Play Remixes
- 2006: America – The EP
- 2006: Top 5 Hits
- 2007: Holiday Trio
- 2020: Dawn

### Singles
| Jahr | Titel Album                                                           | Höchstplatzierung, Gesamtwochen, AuszeichnungChartsChartplatzierungen (Jahr, Titel, Album, Platzierungen, Wochen, Auszeichnungen, Anmerkungen) | Anmerkungen                                                     |
| Jahr | Titel Album                                                           | Christ | Anmerkungen                                                     |
| --- | --------------------------------------------------------------------- | --- | --------------------------------------------------------------- |
| 2002 | God of Wonders Worship God                                            | Christ21 (22 Wo.)Christ |                                                                 |
| 2002 | Let My Words Be Few Worship God                                       | Christ37 (11 Wo.)Christ |                                                                 |
| 2003 | I Thank You Wait for Me: The Best from Rebecca St. James              | Christ2 (19 Wo.)Christ |                                                                 |
| 2003 | Expressions of Your Love Wait for Me: The Best from Rebecca St. James | Christ32 (4 Wo.)Christ | mit Chris Tomlin                                                |
| 2004 | The Power of Your Love Live Worship: Blessed Be Your Name             | Christ27 (13 Wo.)Christ |                                                                 |
| 2005 | Alive If I Had One Chance to Tell You Something                       | Christ13 (20 Wo.)Christ |                                                                 |
| 2020 | Battle Is the Lord’s Dawn                                             | Christ48 (1 Wo.)Christ | Erstveröffentlichung: 12. Juni 2020 feat. Brandon Lake          |
| 2022 | Kingdom Come                                                          | Christ34 (15 Wo.)Christ | Erstveröffentlichung: 22. Oktober 2021 feat. For King & Country |
| Folgende Lieder erschienen nicht als Single, wurden aber durch das Album zum Download und Streaming bereitgestellt und konnten somit eine Platzierung erlangen: |                                                                       | |                                                                 |
| |                                                                       | |                                                                 |
| 2024 | You Make Everything Beautiful Unsung Hero: The Inspired By Soundtrack | Christ29 (4 Wo.)Christ | For King & Country feat. Rebecca St. James                      |

### Videoalben
- 1999: No Secrets (VHS, Forefront/EMI-CMG)
- 2002: Worship God (Collector Series) (DVD, Forefront/EMI-CMG)
- 2007: aLIVE In Florida(DVD+CD, Forefront/EMI-CMG)

## Bücher
- 40 Days With God: A Devotional Journey (1996/2001)
- You’re the Voice: 40 More Days With God (1997)
- Wait for Me: Rediscovering the Joy of Purity in Romance (2002)
- Wait For Me – Journal: Thoughts for My Future Husband (2002)
- Warte auf mich (deutschsprachige Ausgabe, 2003, Oncken)
- SHE: Safe, Healthy, Empowered - The Woman You're Made To Be (2004)
- SHE (Teens Version) (2005)
- SIE – Frausein nach dem Herzen Gottes (deutschsprachige Ausgabe, 2005, Gerth Medien)
- Pure: A 90-Day Devotional for the Mind, the Body & the Spirit (2008)
- Sister Freaks (2010, Gerth Medien)
- Das pure Leben (2010, Gerth Medien)

## Filmografie (Auswahl)
- 2015: Faith of Our Fathers
- 2009: Sarahs Entscheidung